# Numanzia

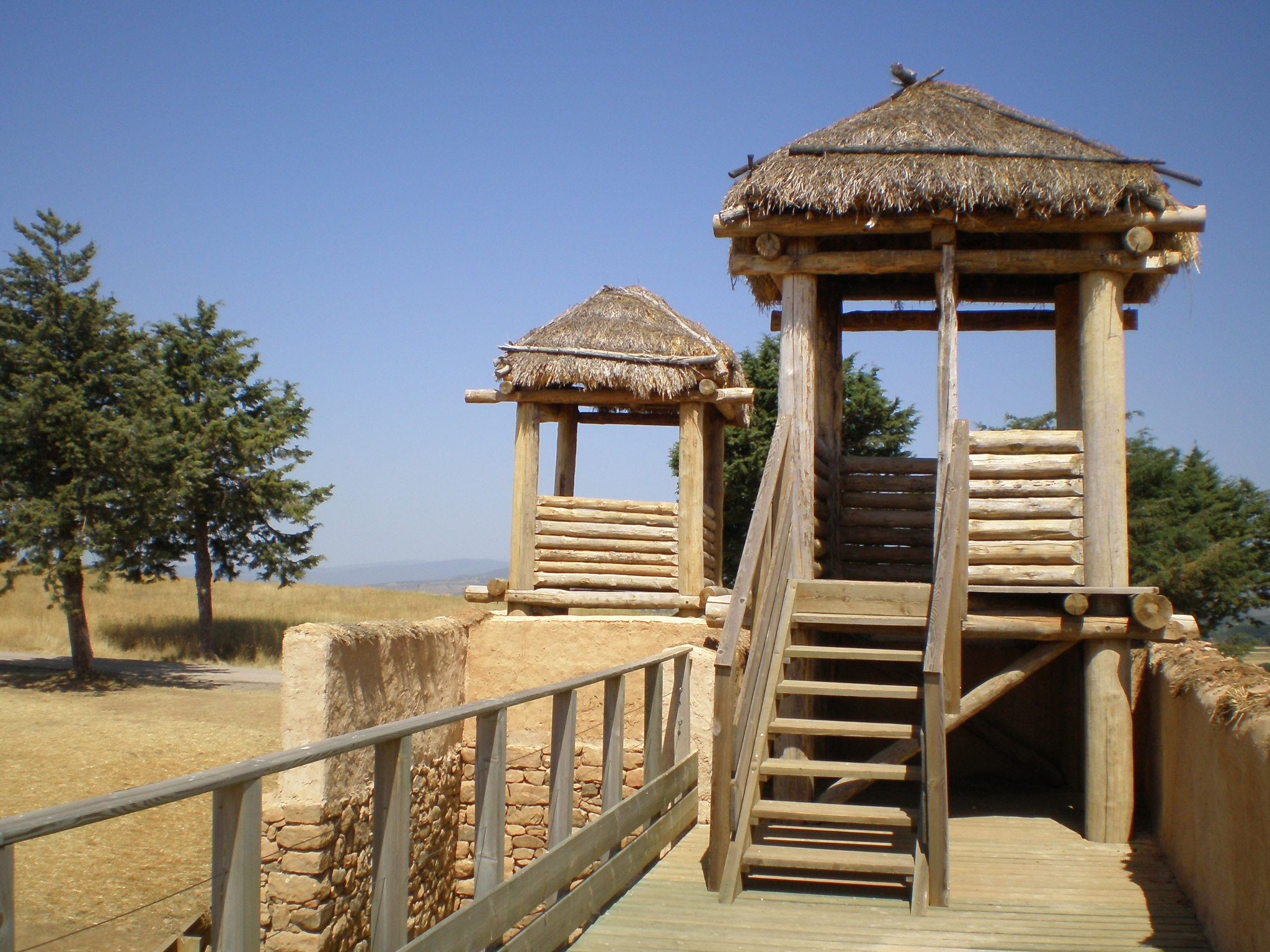
Ricostruzione delle mura della città di Numanzia, assediata ed espugnata dai Romani di Scipione Emiliano nel 133 a.C.

Numanzia (in spagnolo Numancia, in latino Numantia) è stata un'antica roccaforte celtibera situata nell'attuale provincia di Soria, in Spagna, alla confluenza dei fiumi Tera e Duero.
È passata alla storia per l'autodistruzione operata dai suoi abitanti che, gelosi della loro indipendenza, non intendevano in nessun modo sottomettersi al potere dei Romani conquistatori della penisola iberica.

## Storia

### Origini
Venne fondata con ogni probabilità nel IV secolo a.C. dal popolo celtibero degli Arevaci. Dopo essere entrata nella sfera punica negli ultimi decenni del III secolo a.C., pur senza mai venir conquistata dai Cartaginesi, divenne, nel II secolo a.C., baluardo della resistenza iberica contro l'espansionismo romano in Hispania.

### Guerre di difesa contro Roma

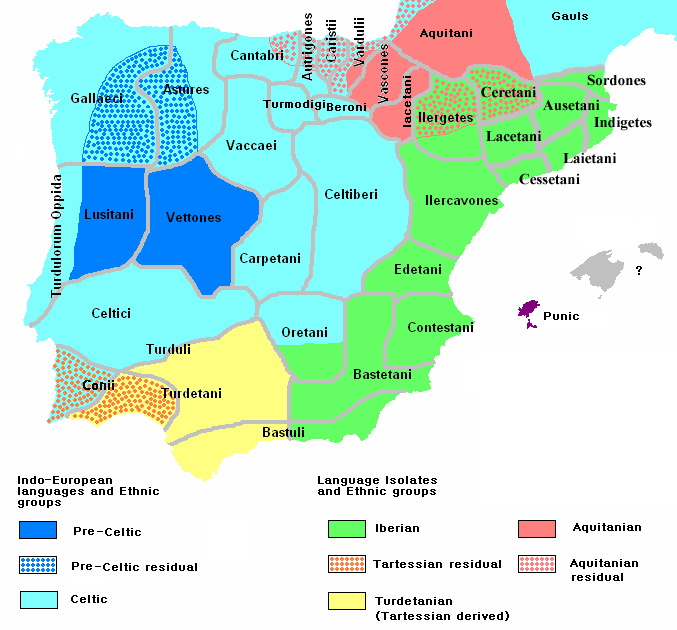
Principali aree linguistiche e popoli dell'Antica Iberia, con le Lingue celtiche evidenziate in azzurro e le altre Lingue indoeuropee in blu, circa 200 a.C.

Nell'anno 153 a.C. un esercito numantino, sotto la guida di un certo Segeda Caro, riuscì a battere un esercito romano di 30.000 armati, guidato dal console Quinto Fulvio Nobiliore.
Dopo venti anni di guerre ininterrotte fra gli Arevaci, appoggiati dalle altre tribù celtibere, e i romani, che per ben cinque volte avevano tentato senza successo di espugnare la città, l'esercito romano della Tarraconense fu affidato, nel 134 a.C., a Publio Cornelio Scipione Emiliano, nipote dell'eroe della seconda guerra punica vincitore di Cartagine e a sua volta generale della terza guerra punica. Costui, dopo aver saccheggiato il paese dei Vaccei, cinse d'assedio Numanzia nel 134–133 a.C. L'armata comandata da Scipione era integrata da un nutrito contingente di cavalleria numidica, fornita dall'alleato Micipsa, al cui comando si trovava il giovane nipote del re, Giugurta. Per prima cosa, Scipione si adoperò per rincuorare e riorganizzare l'esercito scoraggiato dall'ostinata ed efficace resistenza della città; poi, nella certezza che la cittadella poteva essere presa solo per fame, fece costruire una doppia circonvallazione atta a isolare Numanzia e a privarla di qualsiasi aiuto esterno. Il console si adoperò poi a scoraggiare gli Iberi dal portare aiuto alla città, presentandosi con l'esercito alle porte della città di Lutia e obbligandola alla sottomissione e alla consegna di ostaggi.
Dopo quasi un anno di assedio (l'assedio di Numanzia ispirò a Cervantes un dramma, El cerco de Numancia), i numantini, ridotti alla fame, cercarono un abboccamento con Scipione, ma, saputo che questi non avrebbe accettato altro che una resa incondizionata, i pochi uomini in condizione di combattere preferirono gettarsi in un ultimo, disperato assalto contro le fortificazioni romane. Il fallimento della sortita spinse i superstiti, secondo la leggenda, a bruciare la città e a gettarsi fra le fiamme. Non tutti però persero la vita; alcuni, ridotti in schiavitù, sfilarono a Roma durante il trionfo di Scipione. La città fu rasa al suolo come Cartagine.
Il bellum numantinum acquista particolare importanza, perché segna il pieno affermarsi dell'egemonia romana nell'Hispania centro-settentrionale e la definitiva sottomissione della massima parte della penisola iberica.

## Archeologia del sito
Numanzia fu riedificata da Augusto. Sono poi state ritrovate le mura rinforzate da torri e l'impianto urbano di forma quasi ellittica, con due strade longitudinali tagliate da dieci vie minori. Le case, a pianta rettangolare, sono molto modeste. Abbondanti i rinvenimenti archeologici di ceramica sia celtiberica sia romana.

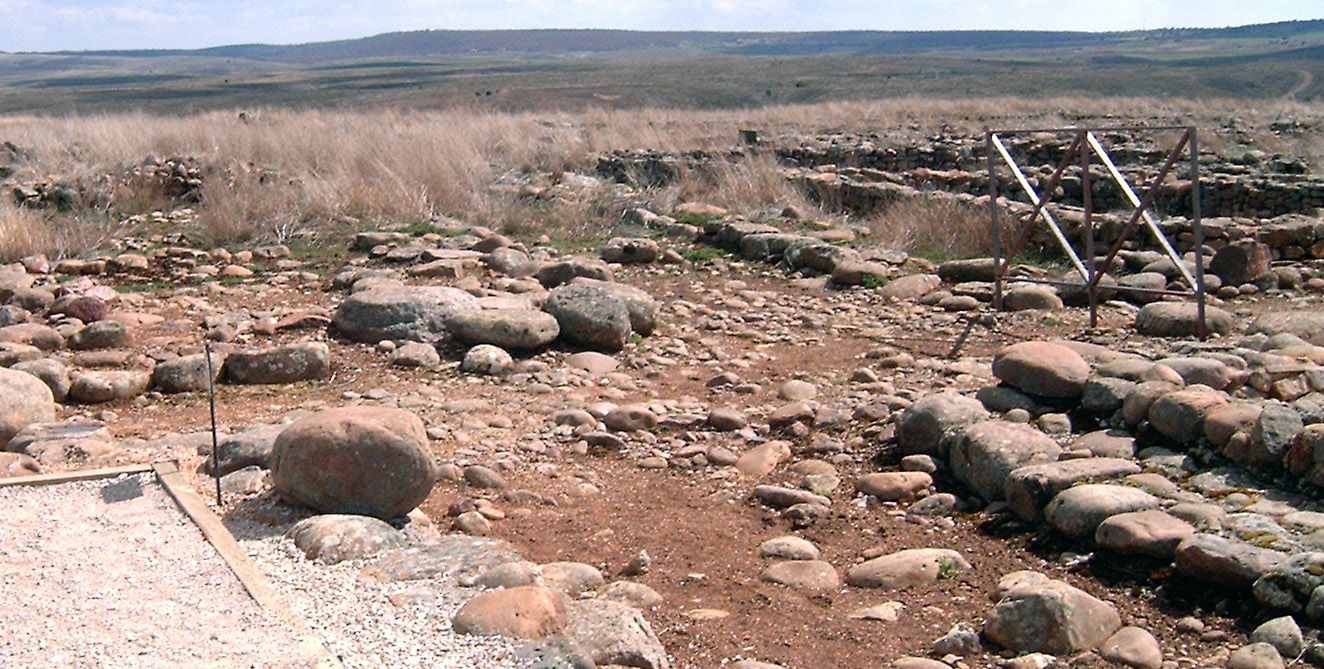
Rovine di Numanzia.
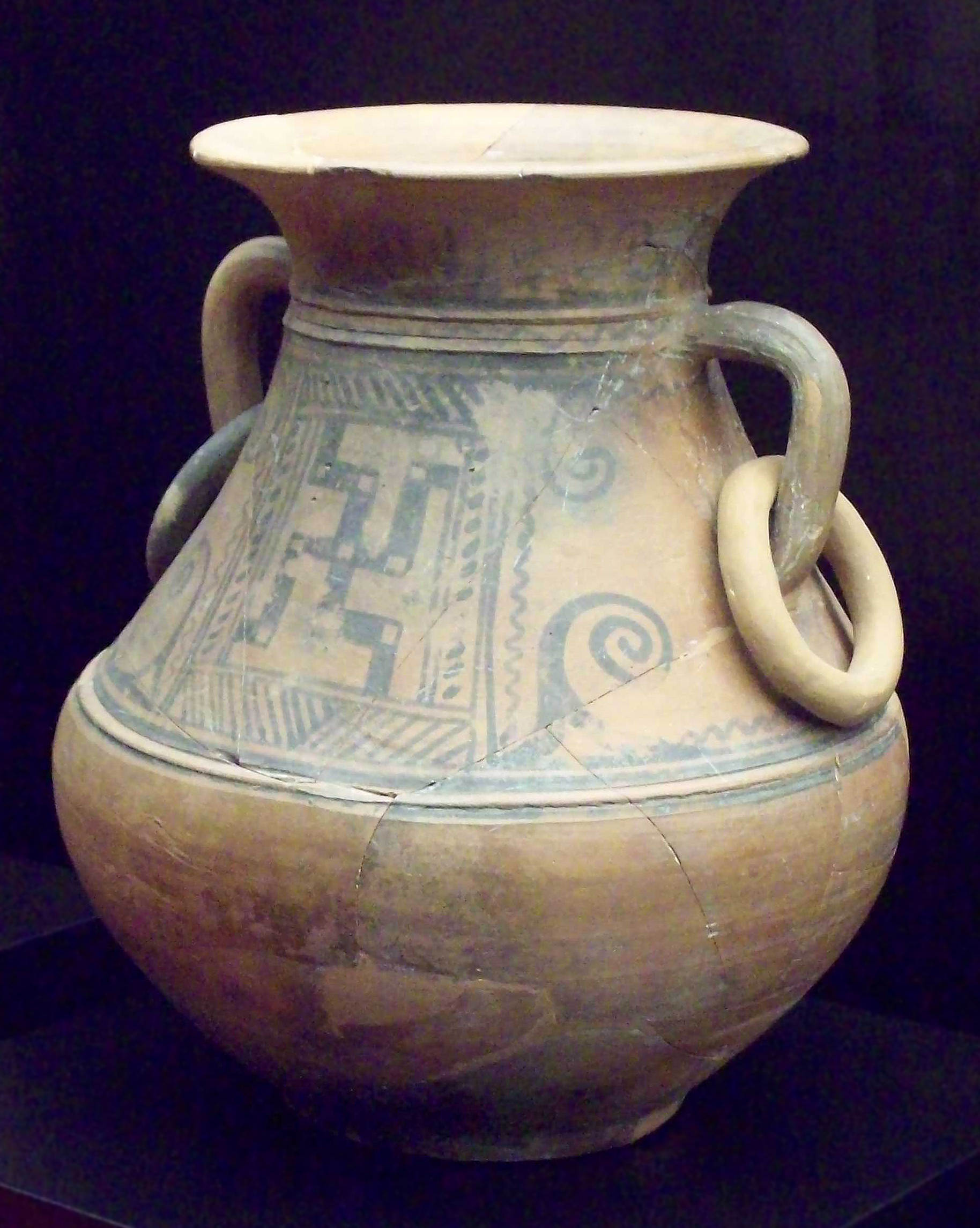
Caramica celtiberica di Numanzia (M.A.N., Madrid).
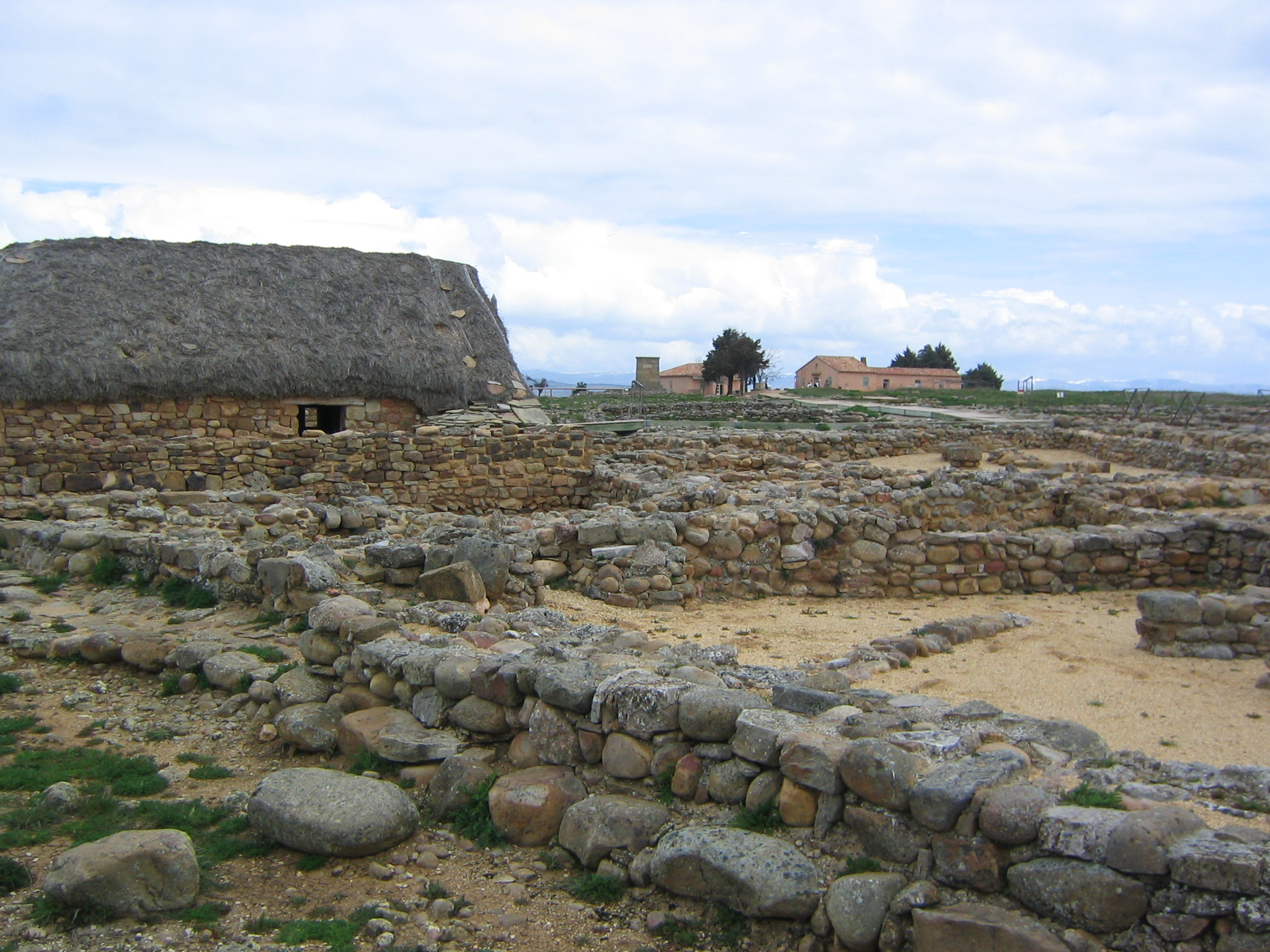
Rovine della città
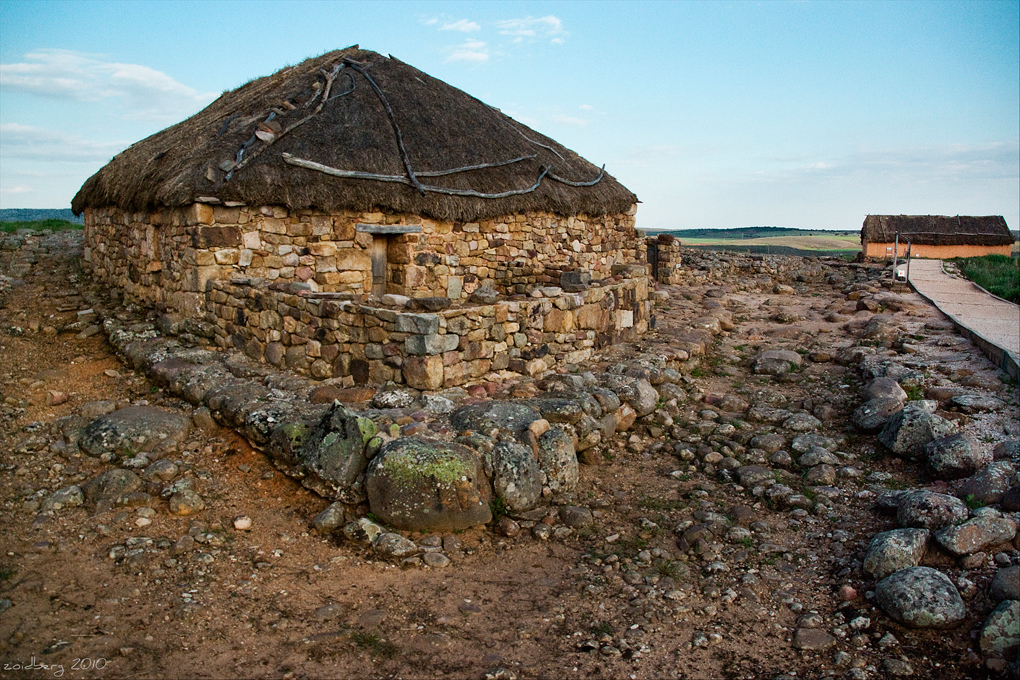
Ricostruzione di un'abitazione celtibera
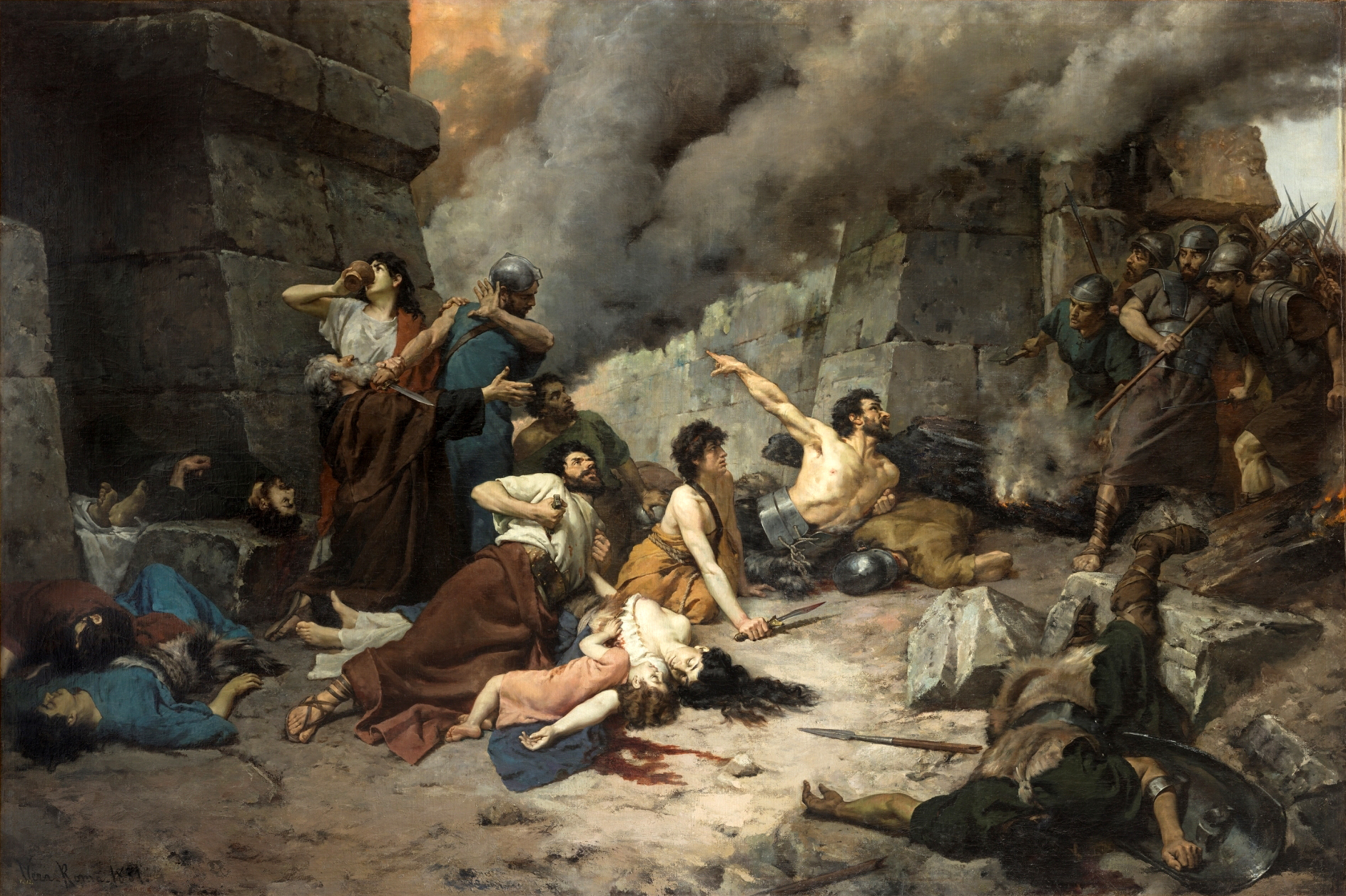
La fine di Numanzia da un dipinto di Alejo Vera Estaca
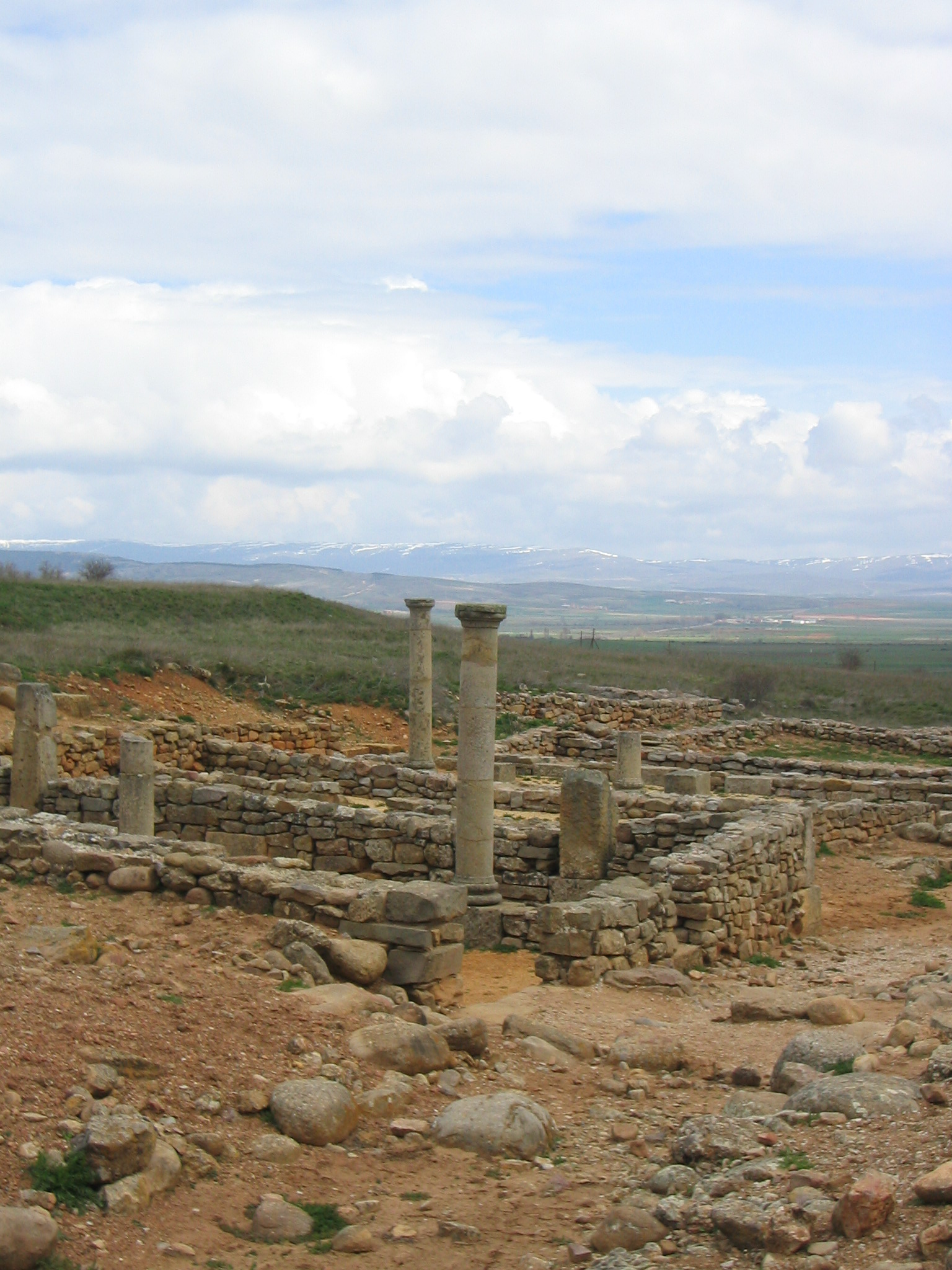
Rovine della città

## Lascito
Ha dato il nome al Club Deportivo Numancia de Soria, squadra di calcio.